# Fabrică

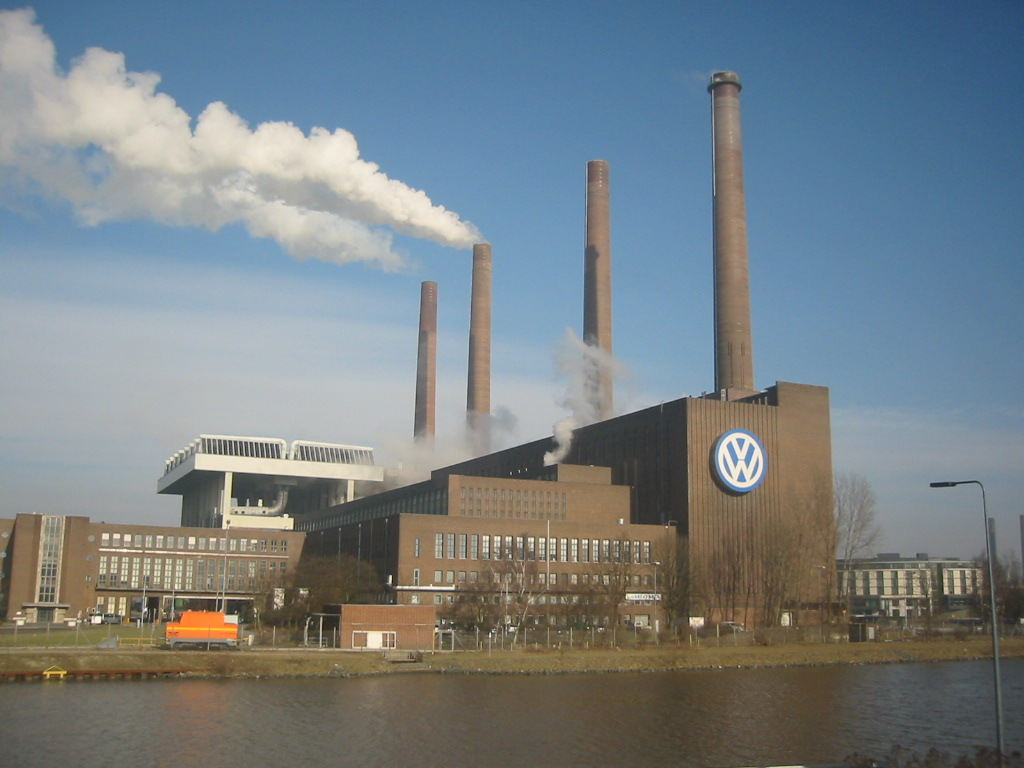
Fabrica Volkswagen din Wolfsburg, Germania

O fabrică este un grup de clădiri adecvat construite, dotate și organizate pentru producție. Ea transformă  materiile  prime din  resurse naturale în produs finit.